# Гнідан Олена Дмитрівна
Олена Дмитрівна Гнідан (27 вересня 1938 року, с. Долішнє Залуччя Снятинського повіту Станиславівського воєводства — 11 листопада 2015, Київ) — український літературознавець, видатний діяч освіти й науки, доктор філологічних наук, професор, дослідниця творчості письменників Покутської трійці.

## Життєпис
Народилася 27 вересня 1938 в селі Долішнє Залуччя на Покутті, була четвертою дівчинкою у селянській родині Дмитра та Параски Гніданів.
У важкі повоєнні роки навчалася у рідній сільській школі. Середню освіту здобула у Снятинській школі імені Василя Стефаника (1955). Працювала бібліотекарем у рідному селі, де діяв потужний осередок забороненого в радянські часи Товариства «Просвіта». Його активним членом був її батько, знаний в окрузі тесля Дмитро Гнатович.
В 1957 році Олена Гнідан, успішно склавши іспити, стала студенткою філологічного факультету (відділення української мови, літератури та співів) Львівського педінституту, який 1960 перевели до Дрогобича. Аби бути ближче до батьківської домівки, продовжила навчання на такому ж відділі Станіславського педінституту (нині Прикарпатський національний університет імені Василя Стефаника). З 1962 року О. Гнідан працювала вчителем української мови, літератури та співів у с. Верхній Майдан Ланчинського району Івано-Франківської області, а через рік повертається у рідну альма-матер, де пройшла шлях від методиста заочного відділу до викладача кафедри музики Івано-Франківського педінституту (1964—1972).

## Наукова та творча діяльність
В 1971 році захистила кандидатську дисертацію на здобуття вченого ступеня кандидата філологічних наук за темою «Марко Черемшина і народна творчість», захист якої відбувся на засіданні вченої ради Київського державного університету ім. Т. Г. Шевченка (науковий керівник — професор Н. Жук).
Доцент Олена Гнідан працювала на посаді старшого викладача Київського педінституту імені М. Горького (нині Національний педагогічний університет імені М. П. Драгоманова) — 1972–1991; у Київському педінституті іноземних мов (1991–1994). З 1992 року доктор філологічних наук.
З 1994 року працювала у Тернопільському педагогічному інституті.
З 1997 року — професор.
З 2000 року — професор Національного авіаційного університету в місті Київ.
Працюючи на викладацькій роботі, Олена Гнідан досліджувала творчість письменників Покутської трійці — Василя Стефаника, Марка Черемшини, Леся Мартовича. З-під її пера виходять навчальні посібники, монографії, літературознавчі статті: «Марко Черемшина. Нарис життя і творчості» (Київ, 1985), «Василь Стефаник. Життя і творчість» (Київ, 1991), «Володимир Винниченко. Життя, діяльність, творчість» (Київ, 1996. Співавт.).
Результатом багаторічної дослідницької праці став блискучий захист О. Гнідан докторської дисертації на тему: «Покутська трійця: проблеми індивідуального стилю, як художнього вияву духовної атмосфери часу» (1992). Творчий доробок Олени Гнідан складає близько 200 наукових праць.
Померла 11 листопада 2015, похована у Києві.

## Нагороди
Снятинщина оцінила творчу працю О. Гнідан, присвоївши їй літературно-мистецьку премію імені Марка Черемшини (2003), про якого вона писала: «Письменник європейського формату, патріот-громадянин, правозахисник Марко Черемшина все своє свідоме життя дбав про національно-моральне здоров'я нації, її гідність і силу». Одержавши нагороду, Олена Дмитрівна писала: «Із сердечною вдячністю і душевним зворушенням сприймаю високу нагороду — премію імені Марка Черемшини — як завищено-авансну оцінку моєї скромної праці над творчістю Марка Черемшини».